# Ударник (Удмуртия)
Ударник — починок в Завьяловском районе Республики Удмуртия Российской Федерации.

## География
Расположен в центральной части республики, в 24 км к западу от центра Ижевска.
Улица одна — Центральная.

## История
Входил в Среднепостольское (сельское поселение) с момента его образования в результате реформы местного самоуправления в 2005 году.
25 июня 2021 года в связи с преобразованием муниципального района в муниципальный округ и упразднением Среднепостольского сельского поселения, входит в муниципальное образование «Муниципальный округ Завьяловский район Удмуртской Республики».

## Население
| 2010 | 2012 |
| ---- | ---- |
| 18   | ↘17  |

## Транспорт
Через починок проходила Постольская узкоколейная железная дорога (разобранная к 2000 году).